# Reichstorf
Reichstorf ist ein Gemeindeteil des Marktes Eichendorf im niederbayerischen Landkreis Dingolfing-Landau.

## Lage
Reichstorf liegt im Vilstal etwa sechs Kilometer östlich von Eichendorf.

## Geschichte
2011 wurde in einem Gräberfeld bei Reichstorf ein Grab aus der Gründungszeit der Ortschaft etwa um 600 nach Christus entdeckt. Die erste urkundliche Nennung für Reichstorf stammt aus dem Jahr 1067. Der Ort war im Besitz der Grafen von Hals und ging nach deren Aussterben 1375 an die Grafen von Ortenburg. 1438 wird Reichstorf zum ersten Mal als Sitz bezeichnet, 1528 als Sitz, Hofmark und Dorfgericht. Reichstorf kam in den Besitz der Grafen von Tattenbach. Nach dem Tod des kurbayerischen Ministers Graf Max Joseph von Tattenbach im Jahr 1802 erbte Graf Heinrich von Tattenbach, der Vertreter einer Nebenlinie, den Besitz in Adldorf und die Hofmarken Reichstorf und Wannersdorf. 1818 wurde durch das bayerische Gemeindeedikt die Gemeinde Reichstorf begründet. Die letzten Reste der Adelsherrschaft wurden 1848 aufgehoben. Die Gemeinde wurde im Zuge der Gebietsreform in Bayern am 1. Januar 1972 in den Markt Eichendorf eingegliedert.

## Baudenkmäler
Die katholische Filialkirche Hl. Kreuzauffindung ist die ehemalige Schlosskapelle des abgegangenen Hofmarkschlosses, eine Saalkirche mit Westturm und eingezogenem Chor aus dem 14. Jahrhundert.